# Padrig Montauzier
Patrick Montauzier, dit Padrig Montauzier, est un homme politique et terroriste français.
Il est membre du Front de libération de la Bretagne et a été condamné à 15 ans de réclusion criminelle pour sa responsabilité dans l'attentat du château de Versailles en 1978. Il est président de Parti pour l'organisation d'une Bretagne libre (POBL) puis président-fondateur de l'Adsav.

## Biographie

### Parcours politique
Son engagement dans le mouvement politique breton (Emsav) date du début des années 1970. Après avoir milité au Parti communiste breton, il rejoint Strollad ar Vro (SAV). Il passe à l'action clandestine, et monte, avec des amis, une cellule d'action directe du Front de libération de la Bretagne implantée en Ille-et-Vilaine et participe à l'attentat contre le château de Versailles en juin 1978,.
Arrêté dans les jours qui suivent l'attentat, il est incarcéré à la centrale de Fresnes. En décembre 1978, Montauzier, contre qui le procureur général Raoul Béteille avait évoqué la peine de mort, est condamné à quinze ans de réclusion criminelle. Il est amnistié en 1981 par François Mitterrand,.
Il participe à la création, les 20 et 21 novembre 1982, avec Yann Fouéré et des militants nationalistes le Parti pour l'organisation d'une Bretagne libre (POBL) et en devient le secrétaire général,. Le POBL est le siège de fortes tensions internes en 1999 entre une aile nationaliste radicale d'un côté et une aile nationaliste modérée de l'autre.
Une scission intervient en janvier 2000 avec la création par Padrig Montauzier et Yann Duchet d'Adsav « qui se tourne vers l'extrême-droite nationaliste »,.
Padrig Montauzier cède la présidence d'Adsav à Frédéric Bouder lors du Congrès de janvier 2008. En 2008, il se présente à l'élection cantonale en tant que candidat d'Adsav pour le canton de Dol-de-Bretagne et obtient 4 % des voix (278 votes).
En 2021, il est invité par le Parti de France à la fête du cochon à Treffendel.